# Foster Brook
Foster Brook es un lugar designado por el censo ubicado en el condado de McKean en el estado estadounidense de Pensilvania. En el año 2010 tenía una población de 886 habitantes.

## Geografía
Foster Brook se encuentra ubicado en las coordenadas 41°59′0″N 78°36′9″O / 41.98333, -78.60250.. Según la Oficina del Censo de los Estados Unidos, Foster Brook tiene una superficie total de 3,16 mi² (8,2 km²), de la cual 3,15 mi² (8,2 km²) corresponden a tierra firme y 0,01 mi² (0 km²) es agua.